# Байков Лев Львович
Лев Львович Байков (1869—1938) — російський воєначальник, генерал-лейтенант, учасник Першої світової війни.

## Біографія
Народився 15 червня 1869 року у Ізюмі, син генерал-лейтенанта Лева Матвійовича Байкова.
Освіту здобув у 1-му кадетському корпусі, після закінчення якого 1 вересня 1888 року був прийнятий до 1-го військового Павлівського училища. Випущений 10 серпня 1889 року підпоручиком у 16-й гренадерський Мінгрельський полк. Потім служив у 26-й артилерійській бригаді. 10 серпня 1893 року підвищений до поручика.
У 1897 році Байков завершив по 1-му розряду проходження курсу наук у Миколаївській академії генерального штабу, причому 19 травня 1897 року за успіхи був підвищений до штабс-капітана. По закінченню академії призначений до Одеського військового округу.
22 грудня 1898 року призначений старшим ад'ютантом штабу 14-ї піхотної дивізії та 18 квітня 1899 року підвищений до капітана. Перебуваючи на цій посаді Байков з 16 жовтня 1900 року по 20 жовтня 1901 року проходив цензове командування ротою у 54-му піхотному Мінському полку. З 22 квітня 1902 року був столоначальником Головного штабу та 6 квітня 1903 року отримав чин підполковника.
23 березня 1904 року Байков був переведений до Окремого корпусу прикордонної варти та призначений начальником штабу 5-го округу, 22 квітня 1907 року підвищений до полковника. З 17 червня по 13 жовтня 1907 року був відряджений до армійської піхоти та відбував цензове командування батальйоном у 59-му піхотному Люблінському полку.
23 березня 1913 року Байков отримав у командування 53-й піхотний Волинський полк.
З самого початку Першої світової війни Байков брав участь у боях та за відзнаки 16 серпня 1914 року був підвищений до генерал-майора і незабаром призначений командиром 2-ї бригади 71-ї піхотної дивізії. У бою 7 жовтня 1914 року був контужений у голову, але продовжував залишатися в строю до 2 листопада, коли був евакуйований до тилу для лікування контузії. За відзнаки у осінніх боях був нагороджений мечами до ордену св. Володимира 3-го ступеня.

Найвищим наказом від 24 лютого 1915 року Байкову було подаровано Георгіївську зброю.
|  | За те, що 12-го серпня 1914 р. у бою на р. Корпець командуючи полком, який знаходився у головіе колони головних сил та був направлений для підтримки авангарду, зумів енергійним наступом, погрожуючи противнику відрізати шлях відступу через міст у с. Підгайці, змусив противника не тільки почати відступ, але й звернутися до втечі прямо через р. Корпець. |

Найвищим наказом від 24 квітня 1915 року він був нагороджений орденом св. Георгія 4-го ступеня.
|  | За те, що в бою на південь від Перемишля з 1 по 23 жовтня 1914 р., командуючи бригадою, заволодів сильно укріпленими позиціями у с. Товарня та Бложів Гурне, які мали важливе значення, та утримав їх до кінця боїв |

 
1 квітня 1915 року Байков був призначений начальником штаба 32-го армійського корпусу, з 2 листопада 1916 року командував 115-ю піхотною дивізією, а 24 червня 1917 року отримав у командування 38-у піхотну дивізію, дещо пізніше отримав звання генерал-лейтенант.
Після Жовтневої революції Байков з чином генерал-хорунжого був прийнятий до гетьманської армії в Україні, 11 жовтня 1918 року призначений начальником штабу Окремого корпусу прикордонної варти. На початку 1919 року Байков вступив доЗбройних сил Півдня Росії.
На початку 1920 року евакуювався з Одеси до Салоніків. З травня того ж року проживав у Югославії. Помер у Белграді 23 листопада 1938 року.

## Нагороди
Серед інших нагород Байков мав ордени:
- Орден Святого Станіслава 3-го ступеня (1901 рік)
- Орден Святого Станіслава 2-го ступеня (1906 рік)
- Орден Святого Володимира 4-го ступеня (1910 рік)
- Орден Святого Володимира 3-го ступеня (14 квітня 1913 року, мечі до цього ордену подаровані в кінці 1914 року)
- Георгіївська зброя (24 лютого 1915 року)
- Орден Святого Георгія 4-го ступеня (24 квітня 1915 року)
- Орден Святого Володимира 2-го ступеня з мечами

## Літературні труди
Після себе Байков залишив декілька військово-літературних праць:
- «Добірка запитань для перевірки знань артилерійських розвідників» (СПб., 1910)
- «Властивості бойових елементів та підготовка військ до війни та бою» (Одеса, 1910)
- «Стратегія в епоху Наполеона та у сучасні війни»
- «Бойова служба військ вночі»